# Storage Wars : Texas
Storage Wars : Texas (à l'origine Storage Wars : Dallas) est une émission de téléréalité américaine diffusée entre le 6 décembre 2011 et le 7 janvier 2014 sur la chaîne A&E.
En France, l'émission est diffusée depuis le 20 juin 2015 sur 6ter. En Belgique francophone, l'émission est diffusée sur ABXplore. C'est le premier spin-off de Storage Wars : Enchères surprises.

## Concept
« Quand des garde-meubles sont abandonnés dans le grand État du Texas, les trésors qu'ils renferment sont vendus aux enchères. ».

## Émissions
| Saison | Saison | Épisodes | Début           | Fin             |
| ------ | ------ | -------- | --------------- | --------------- |
|        | 1      | 16       | 6 décembre 2011 | 3 avril 2012    |
|        | 2      | 34       | 15 août 2012    | 26 février 2013 |
|        | 3      | 28       | 27 août 2013    | 7 janvier 2014  |

## Épisodes

### Saison 1 (2011-2012)
1. Texas nous voilà ! (Texas Sold'Em)
2. Bubba Fett, chasseur de box (Bounty Hunter Bubba Fett)
3. Pieds de serpent et langue de vipère (Snake Rattle and Roll)
4. Il tape sur des tambours (Mo' Money, Moe Prigoff)
5. Le Bon, la Brute et le Gourmand (The Good, the Bad, and the Hungry)
6. La Chevauchée fantastique (Remember the Alamo?)
7. Le train sifflera 1-2-3 fois (Home on the Strange)
8. Tous aux abris (The Surgeon, the Witch, and the Wardrobe)
9. Puffy in the Sky with Diamonds (Puffy in the Sky with Diamonds)
10. Lait de chèvre et quaterback (If I Were a Tibettin' Man)
11. Du plomb dans l'aile ou la cuisse (Dallas Cowboys and Indians)
12. La Classe à Dallas (Who Bought JFK?)
13. Passe-moi le sucre (High Tea Tighty)
14. Pour quelques enchères de plus (For a Few Lockers More)
15. Les Fans d'opéra (Fandom of the Opera)
16. Pour une poignée d'enchères (A Fistful of Auctions)

### Saison 2 (2012-2013)
1. Termite-nator (Flight of the GrumbleBee)
2. Mary bosse en solo (Mary Had a Little Blom)
3. Une ruse de coyote (Hate to Burst Your Bubba)
4. Accumulation compulsive (Vic in the Head)
5. Le calumet de la paix (No Stash, Moe's Stache)
6. Maudite afro-dite (Out of Af-Ricky)
7. Bubba-pocalypse Now (Bubbapocalypse Now)
8. La nuit des acheteurs morts vivants (Night of the Pondering Dead)
9. Mon ami Smokee (Jenny Bears All)
10. Aust-in Translation (Aust-in-Translation)
11. La foire aux piñatas (Piñatas and Ta-tas)
12. Il était une fois au Texas (Rhymes with Witch)
13. La Jenny de la lampe (A Jenny for Your Thoughts)
14. Combat de filles (I'd Do Anything for Lesa (But I Won't Do That))
15. Titre français inconnu (Mary Defeats Auction)
16. Titre français inconnu (Tank Girl)
17. Qui ménage sa monture... (Mary's New Hoopty Ride)
18. Titre français inconnu (Breaking Bubba)
19. La foudre s'abat sur Victor (Buyers on the Storm)
20. La malédiction de Mesquite (What Do Women Want?)
21. Vendez-les haut et court (Rules to Buy By)
22. Bubba et la chocolaterie (Bubba and the Chocolate Factory)
23. Le Mexicow-boy (The Cock Fighter from Mexico)
24. Titre français inconnu (You Bought It, You Break It)
25. Les cow-boys font mouche ! (A Ricky Runs Through It)
26. L'homme le plus bronzés du Texas (Bronze Beauty)
27. Le maire de Cash-ville (Mayor of Money Town)
28. Darth Victor (Darth Victor)
29. Les années lycée (Fast Times at Texas High)
30. La moe-carena (Shake Your Tailfeather!)
31. Maman aux enchères (Throw Momma From the Auction)
32. le ninja fait sécession (The Ninja and the Pit Master)
33. Les rois du rodéo (Hoarder Patrol)
34. La vente de la classe (Hoopty Dreams)

### Saison 3 (2013-2014)
1. Les cow-boys et le précieux (Raiders of the Lost Arkana)
2. La vengeance de Calamity Lesa (Take a Deep Breath, It's Lesa!)
3. An Englishman in Texas (British Invasion)
4. Un verre de cobra libre (Swinging With the Jenemy)
5. Ici, on dit Chingaladas (Ka-Chingaladas!)
6. Sonny le Kid (It's Always Sonny in Texas)
7. Duel au Soleil (Stowe-Age Wars)
8. La pêche à l'arbalète (Built for Pleasure Not Speed)
9. L'Art de la guerre (Winners of the Centuries)
10. Règlements de comptes à Dallas (Take That Beethoven!)
11. Marytournelle (Yo! Mary Raps)
12. Sherif Walt fais-moi peur (Hands Off the Embroidery)
13. Le diable s'habille en Padian (Cardboard Couture)
14. Le cling-cling du bling-bling (Spurs Of The Moment)
15. Fusillade à Panpan-Tego (Pirates of Pantego)
16. Le championnat du monde des box (Float Like a Bubbafly)
17. La belle et les bêtas (Excuse Me, I Think You're Stupid)
18. On se fritte et des moules (Grounded & Pounded)
19. Un beau petit bout d'enfer (Hell's Half Acre)
20. Le revanche du petit Rickyki (Fear the Short Fat Man)
21. Tornade en embuscade (Pow! It's a Surprise!)
22. Titre français inconnu (Welcome to the World of Sonny Monday)
23. Titre français inconnu (Everything's Coming Up Sonny!)
24. Titre français inconnu (When Vic Comes to Shove)
25. Titre français inconnu (Waltz Across Texas)
26. Titre français inconnu (Puffy the Auction Slayer)
27. Titre français inconnu (For the Benefit of Mr. Charles)
28. Titre français inconnu (Moe's Def)

## Participants
- Commissaires-priseurs :
  - Walt Cade :

- Enchérisseurs :
  - Ricky Smith et Clinton "Bubba" Smith : « les cow-boys »
  - Victor Rjesnjansky : « le solitaire ». Il a une boutique en ligne[4].
  - Lesa Lewis et Jerry Simpson : « la patronne »
  - Morris "Moe" Prigoff : « le spécialiste ». Chirurgien orthopédiste, il a un sombre secret, il souffre de Syllogomanie (accumulation compulsive). Tout ce qui ne revend pas des box, il le stocke chez lui.
  - Roy Williams : « le joueur »
  - Francis Grumbles : « la mère de Jenny »
  - Conor "Blom" Padian : « le frère de Mary »
  - Puffy Griffin : « la mère de Ricky »
  - Jenny Grumbles[5] : « la fille de Francis »
  - Mary Padian : « la sœur de Blom ». Elle possède une boutique (et une boutique en ligne[6]) dans laquelle elle pratique la restauration de mobilier.
  - Kenny Stowe :
  - Matt Blevins :
  - Rudy Castro :

## Émissions dérivées
- Storage Wars : Enchères surprises est la première version, diffusée depuis le 1er décembre 2010.

Le série "Storage Wars" a donné lieu à huit autres déclinaisons, basées sur le même principe :
- Storage Wars : Texas (2011-2014) : Premier spin-off
- Storage Wars : Enchères à New York (2013) : Deuxième spin-off
- Storage Wars: Miami (en) (2015) : Troisième spin-off
- Barry'd Treasure (en) (2014) : Quatrième spin-off
- Brandi & Jarrod: Married to the Jo (2014) : Cinquième spin-off
- Storage Wars : Barry Strikes Back (2015) : Sixième spin-off
- Storage Wars : Adjugé, vendu (Canada) (2013 - 2015) : Première version internationale
- Storage Wars France : Enchères surprises (2015) (6ter) ; Deuxième version internationale

Autres émissions similaires :
- Auction Hunters
- Baggage Battles
- Enchères à l'aveugle (Property Wars)
- Enchères à tout prix
- Storage Hunters : La Guerre des enchères
- Box aux enchères (2016) (D8) .